# Bạc sterling
Bạc sterling là một dạng hợp kim của bạc chứa 92,5% khối lượng bạc và 7,5% khối lượng của các kim loại khác, thông thường là đồng. Tiêu chuẩn bạc sterling có độ tinh xảo tối thiểu là 925.
Bạc mịn, ví dụ bạc 99,9% nguyên chất, nói chung là quá mềm để sản xuất hàng hóa . Và do đó, bạc thường được kết hợp với đồng để tạo sức bền đồng thời giữ được độ dẻo và vẻ ngoài của kim loại quý. Các kim loại khác có thể thay thế đồng, thường là với mục đích cải thiện các tính chất khác nhau của các hợp kim cơ bản sterling như giảm độ rỗng của vật đúc, loại bỏ lớp oxit bọc bên ngoài, và tăng sức chống làm mờ. Những kim loại thay thế này bao gồm germani, kẽm và platin, cũng như một loạt các phụ gia khác, bao gồm cả silicon và boron. Các hợp kim như argentium bạc có màu đỏ trong những thập kỷ gần đây.